# Valkóvár
Valkóvár (horvátul: Utvrda Vukovar) egy várhely Horvátországban, a Vukovár-Szerém megyei Vukovár városában. 

## Fekvése
A vár egy fennsíkon állt a mai Gajeva és Samostanska utca, valamint a régi ipari iskola között, mintegy kétszáz méterre északnyugatra a ferences kolostortól.

## Története
A Valkóvár mellett élő hospeseket 1131-ben említik „Hospites iuxta castrum Valkow” alakban. Ez Valkóvár és a vár melletti település első írásos említése. A kőfalakból álló erődítményt a Duna magas partján építették. Magát a középkori királyi várat 1231-ben Kálmán herceg oklevele említi először „castrum Walkow” néven. A „Walkow” névhez csak a 14. században tevődik hozzá a magyar „vár” szó. 1382-ben már „Castrum Valkouar” néven említik. A várat és uradalmát az ispánok irányították, akik nem rendelkeztek különösebb ranggal, vagy tulajdonnal. Köztük voltak a Bazini és Szentgyörgyi grófok elődei is. A vár jelentősége a 14. században az Anjou királyok idején nőtt meg, amikor a kora középkori várból fokozatosan korszerű, gótikus erődítménnyé építették át. A vár két, egymással átellenben álló, négyszögletes toronyból állt, melyeket egy körülkerített udvar övezett és amelybe egy felvonóhídon át lehetett bemenni. Később a külsővárhoz még egy négyszögletes tornyot építettek, melyhez a 16. században egy külső falöv épült egy kerek féltoronnyal és egy sokszögű bástyával. Az Anjouk kivették a várat a szlavón bánok alárendeltségéből és a macsói bánok alá rendelték. Ezután urai a valkói grófi címet viselték, mellyel a Szlavónia leghatalmasabb nemesei közé emelkedtek. Ezt a rangot több neves nemesi család, a Gerébek, a Garaiak, a Marótiak, a Tallóciak és az Újlakiak is viselték.
Az 1526-os török hadjárat során a szultán serege azzal indult meg Zimony felől, hogy elfoglalja a Duna mentén útjába eső összes várat és erősséget. Péterváradot és Újlakot több napi kemény ostrommal vették be, míg Atya vára, Szata és Valkóvár harc nélkül került a kezükre. Először Ibrahim pasa lépett a vár területére, majd másnap a szultán is meglátogatta, aki megtiltotta lerombolását. A Valkó folyón három napig tartott a hídverés, hogy az egész sereg az ágyúkkal biztonságosan kelhessen át rajta tovább Eszék és Mohács felé. Ez a híd olyan jól meg volt építve, hogy ezután még 250 évig szolgált. A várat ugyan Beriszlói István rövidesen visszafoglalta, de a törökök újra bevették és a Pozsegai szandzsákhoz csatolták. Mivel a vártól nyugatra eső területeket biztonságosnak gondolták a várban csak ötven főnyi őrséget hagytak egy dizdár aga parancsnoksága alatt. Ettől kezdve a várról csak néhány konstantinápolyi követ ír az itteni utazása során. Közülük Maximilian Prandstätter részletesen leírja és rajzokkal is ábrázolja a várat, melyek máig fennmaradtak a karlsruhei levéltárban. 
Az 1683 és 1699 között zajlott felszabadító háborúban Valkóvárról is kiűzték a törököt, amely 1687-es kivonulása előtt felgyújtotta a várat és a várost. A Valkóvár körüli harcok ezzel még nem értek véget, mert a török 1688-ban és 1690-ben is visszafoglalta. Valkóvár szinte teljesen megsemmisült, és újjá kellett építeni, a várat azonban már nem építették újjá.
Magától omlott össze 1752. július 17-én és mivel idővel minden anyagát építkezés céljából széthordták, ma már nincsenek látható nyomai. 

## A vár mai állapota
Az egykori vár a mai Gaj (ul. Gajeva) és Kolostor utcák (ul. Samostana), valamint az ipari iskola közti fennsíkon helyezkedett el, kb. 100-150 méternyivel észak-nyugatabbra a ferences kolostortól. A kapott információk szerint a házakkal beépített területen eddig nem történt régészeti kutatás, bár építési munkálatok alkalmával még találkoztak a falak szerény maradványaival.